# ジョン＝パトリック・シュトラウス
ジョン＝パトリック・シュトラウス（John-Patrick Strauß、1996年1月28日 - ）は、フィリピンとドイツのサッカー選手。フィリピン代表。ポジションはDF。

## クラブ歴
ヴェッツラーに生まれ、FCクレーベルク、TSGヴィーセックを経て、RBライプツィヒの下部組織に加入した。2015年にセカンドチームに昇格したが、トップチーム昇格はならなかった。
2017年にツヴァイテリーガのFCエルツゲビルゲ・アウエに3年契約で移籍、移籍金はかかっていない。2022年にドリッテリーガに降格したために退団した。
同年に2年契約でツヴァイテリーガのハンザ・ロストックに加入した。

## 代表例
2018年9月に行われたトレーニングキャンプ兼バーレーン代表戦のメンバーとしてフィリピン代表初招集を受けた。翌月のオマーン代表戦でマルティン・ストイブレに代わって投入されて代表初出場を記録した。翌年9月10日の2022 FIFAワールドカップ・アジア2次予選・グアム代表戦で代表初得点を記録した。

## 私生活
父がドイツ人で、母がフィリピン人である。